# La piel que habito
La piel que habito és una pel·lícula dirigida pel director espanyol Pedro Almodóvar, el rodatge del qual va finalitzar en 2010, i que es va estrenar el 2 de setembre de 2011. És el divuitè llargmetratge de la seva carrera i ha rebut diversos guardons, com quatre premis Goya (entre ells, a la millor actriu protagonista) i el BAFTA britànic a la millor pel·lícula estrangera.

## Argument
En Toledo, el 2012, el doctor Robert Ledgard (Antonio Banderas) viu a "El Cigarral", una mansió als afores de la ciutat on té el seu laboratori i quiròfan personals. Allí manté captiva a una jove que aquest dia ha intentat suïcidar-se obrint-se els canells, Ledgard aconsegueix salvar-la però es mostra molest per la fragilitat de la pell. Posteriorment, usa plasma animal per a crear pell sintètica que empelta en la noia. Lligant-la en la llitera del seu laboratori experimenta donant-li suport la flama d'un bufador i posteriorment un mosquit que intenta picar-la, curiosament, cap dels dos aconsegueix danyar-la.
Després d'això es veu al doctor exposant a l'institut de biotecnologia on treballa que ha creat amb èxit pell sintètica a la qual anomena "Gal", que no pateix cremades i és immune a les picades d'insectes declarant així que gràcies a això les persones no sols estaran a resguard de ser danyades o desfigurades per accidents, també podran erradicar malalties com la malària. Encara que Ledgard anuncia que només s'ha provat en ratolins atímics, després de la seva dissertació el president de la companyia l'interroga i el fa reconèixer que ha dissenyat la pell integrat atributs de l'ADN dels porcs per a millorar les defenses de la pell, el seu superior es mostra molest ja que això viola les convencions d'experimentació i encara que en el personal ho secunda li adverteix que si continua serà denunciat, Ledgard s'excusa explicant que ho va fer com un experiment personal en memòria de Gal, la seva esposa morta en un accident i amb només saber que ha aconseguit crear-la es dona per satisfet pel que assegura abandonarà la seva recerca.
La jove captiva, anomenada Vera, és vigilada amb l'ajut de Marilia, la majordoma. Atès que és l'època del Carnestoltes, el Dr. Ledgard s'absenta i Zeca, el fill de Marilia, arriba a la mansió disfressat de tigre després d'haver comès un robatori i implorant a la seva mare que l'amagui. Una vegada allí descobreix a Vera, a qui confon amb Gal. Marilia es nega a donar-li recer i molt menys deixar-li veure Vera, però Zeca no es deixa acoquinar: vol ficar-se al llit amb la jove així que redueix a la seva mare i viola Vera, qui li demana que a canvi l'ajudi a escapar de la seva captivitat.
Robert torna a la seva casa i en veure a Zeca abusant de Vera ho crivella. Mentre Robert es desfà del cos, Marilia li confessa a Vera que és mare tant de Zeca com de Robert, si bé són de diferents pares i cap dels dos homes sap de la seva relació sanguínia. La diferència és que mentre Zeca era fill d'un criat que va treballar a la casa, Robert era fruit de les seves relacions amb el patró, per la qual cosa va ser adoptat per aquest ja que la seva esposa era estèril, mentre Zeca es va criar amb ella però va fugir molt jove i es va dedicar a sobreviure al carrer traficant droga. Segons l'anciana, sent que tot el que ha passat és la seva culpa ja que tots dos homes en certa manera estaven bojos i sent que ella és qui els ha heretat.
Vera es mostra confusa ja que Zeca li parlava com si la conegués des de fa molt, Marilia li explica que el seu rostre és idèntic al de Gal i per a entengui tot el que acaba de succeir, relata com és que fa dotze anys Zeca la va visitar i va reaparèixer en la vida de Robert, qui en aquest llavors estava casat amb una dona anomenada Gal. Zeca es va convertir en el seu l'amant, decidint fugir junts; no obstant això, mentre s'escapolien van sofrir un terrible accident automobilístic en el qual Zeca queda il·lès i escapa però Gal va sofrir horribles cremades en la totalitat del seu cos i fou rescatada i atesa per Robert fins que va aconseguir restablir-se, però atès que el seu cos va quedar greument desfigurat, aquest va ordenar que la casa es mantingués a les fosques i sense miralls. Un dia Gal va sentir a la seva filla Norma cantant al pati i en apuntar-se a la finestra va poder veure el seu reflex en els cristalls; no podent assumir el seu nou aspecte, va saltar des de la finestra de la seva habitació i va caure enfront de la nena. Norma, testimoni del suïcidi, va haver de rebre tractament psiquiàtric a causa del trauma. Després d'això Robert va acomiadar Marilia i la resta de la servitud i dse d'aleshores va viure sol.
La història retrocedeix fins al 2006 i mostra a Vicente, un jove que viu amb la seva mare i l'ajuda en la seva humil botiga de vestits d'un poble gallec indeterminat que ell avorreix i del qual vol emigrar. Vicente constantment intenta coquetejar amb Cristina, la seva companya de treball, encara que sense èxit pel fet que a ella l'atreuen les dones.
Norma, ja adolescent i mostrant per fi una certa millora, surt temporalment del centre psiquiàtric per a acudir a unes noces acompanyant al seu pare. Durant la cerimònia, celebrada en un pazo al poble de Vicente, Norma coincideix amb el noi i se senten atrets; aquest la sedueix i van als parterres del recinte on es droguen i intenten tenir relacions sexuals. Enmig de l'acte Norma sent a la banda de les noces interpretar la mateixa cançó que cantava durant el suïcidi de la seva mare, això reaviva el seu trauma i fa que li demani a Vicente que desisteixi. Portada pel pànic, li mossega la mà i el jove, espantat i sota l'efecte de drogues, li dona un cop al cap, deixant-la inconscient i fugint en la seva motocicleta.
Robert troba a la seva filla als pocs minuts, després de creuar-se amb un jove amb moto al qual ja no pot aconseguir. En recuperar Norma la consciència, l'acte sexual, les drogues, el seu trauma, el cop, Vicente i Robert s'han barrejat i distorsionat de tal forma en la seva ment que no pot evitar veure al seu pare com un agressor i sofreix una crisi nerviosa molt més aguda. Sense més remei, és enviada de nou al psiquiàtric en pitjor estat que abans i com a conseqüència, se suïcida saltant per la finestra de la seva habitació igual que la seva mare.
Robert, després de perdre a la seva dona i filla en idèntiques circumstàncies, jura venjança. Després d'identificar el noi el segresta, llança la moto de Vicente al penya-segat de Finisterre per simular un suïcidi o accident i que les forces d'ordre desisteixin de buscar-lo. Ho confina en un rafal sota pèssimes condicions, fins al dia de l'enterrament de Norma, quan decideix practicar-li una operació. Robert enganya al seu col·lega Fulgencio i el seu equip mèdic perquè l'ajudi a operar a Vicente, dient-li que era una operació consentida per un pacient que desitja anonimat. En despertar del procediment Robert revela que l'ha sotmès a un canvi de sexe; posteriorment, i a través de nombroses operacions, Robert remou la pell del jove i la reemplaça amb la seva versió sintètica, donant-li al cos del noi aspecte femení.
Després de sis anys d'operacions i vexacions, Robert ha convertit Vicente en una representació de la seva esposa morta i el bateja com Vera Cruz. Durant el seu tancament i després d'haver estat transformat intenta escapar i suïcidar-se sense èxit; però un dia veu en televisió un documental sobre ioga, on la mestra assenyala que aquesta disciplina ensenya a mai confondre el cos amb l'essència i com és que aconseguir això és el seu objectiu essencial, Vera aconsegueix que Robert li porti manuals i cursos de Ioga que practica amb molt de lliurament, encara que el doctor desconeix la real motivació que la mou. Al poc temps i ja completa la transformació, Robert recontracta Marilia, demanant que l'ajudi amb les cures de la casa, així i tot la dona no pot evitar desconfiar instintivament de Vera i la seva semblança amb Gal.
De tornada el 2012, després de la mort de Zeca, Vicente està convertit completament en una dona, ha acceptat com a seu el nom de Vera i està cooperant amb Robert. Fulgencio llegeix una notícia sobre la desaparició de Vicente i després de veure les fotos lliga caps comprenent que és el pacient anònim de fa sis anys i que Robert els va enganyar.
Fulgencio acusa a Robert de falsificar documents, segrestar, canviar el sexe de Vicente contra la seva voluntat i experimentar il·legalment amb ell, amenaçant exposar-lo si no regala la seva mansió a l'institut de biotecnologia per a ser usada com a clínica per a pacients importants. Quan tot semblava perdut per al doctor Ledgard, qui arriba a amenaçar de mort a Fulgencio perquè no reveli la veritat, apareix Vera secundant-lo i assegurant que tot el que va fer va ser consentit. Havent-se guanyat la confiança de Robert, aquest accedeix a practicar el sexe amb Vera. No obstant això, aprofitant la situació, Vera s'excusa per a sortir de l'habitació i apoderar-se de la pistola de Robert amb la qual el mata, després fa el mateix amb Marilia, per haver estat còmplice del seu segrest.
Finalment Vicente torna a la botiga de la seva mare i confessa a Cristina que és Vicente, quan la convenç tots dos es disposen a revelar junts la veritat a la mare.

## Repartiment
- Antonio Banderas - Robert Ledgard.
- Elena Anaya - Vera Cruz.
- Marisa Paredes - Marilia.
- Jan Cornet - Vicente.
- Susi Sánchez - mare de Vicente.
- Bárbara Lennie - Cristina.
- Roberto Álamo - Zeca.
- Blanca Suárez - Norma Ledgard.
- Ana Mena - Norma Ledgard (nena).
- Fernando Cayo - psiquiatra de Norma.
- José Luis Gómez - jefe de Robert.
- Eduard Fernández - Fulgencio.

## Rodatge i estrena
La pel·lícula va arribar als cinemes espanyols el 2 de setembre de 2011. Inicialment la seva estrena estava prevista per a març, però el productor Agustín Almodóvar va afirmar que l'estrena s'endarreria al 2 de setembre de 2011, com a reacció al fracàs de la nova Llei de Propietat Intel·lectual (més coneguda com a Llei Sinde). Segons Agustín, «el que ha passat en les últimes hores ens obliga a una nova estratègia amb el nostre nou treball, La piel que habito. Retardarem a tardor la seva estrena, per primera vegada, i com si fóssim una major americana ―que no ho som― ho farem alhora a tot el món. I això és, per a nosaltres, un desastre. Però no ens queda un altre remei».
Financerament, la pel·lícula no pot denominar-se com un èxit en taquilla, ja que el pressupost es va disparar fins a 10.000.000 euros, mentre que la recaptació amb prou feines va arribar a 4.620.000 euros. Les dades estadístiques parlen sobre una assistència per sota de 694.000 espectadors. Es poden remenar diverses causes per a aquests resultats. Encara que a nivell internacional, la pel·lícula sí que es pot qualificar d'èxit pel fet que va recaptar 20.000.000 euros a tot el món.
D'aquest projecte, Almodóvar diu: «M'ha atrapat La piel que habito, un material molt nou a tot l'anterior perquè m'ha enxampat en ple canvi. Em veig com una persona de mitjana edat que, com no vaig voler celebrar els quaranta, quan vaig arribar als cinquanta vaig haver de passar la crisi de les dues dècades».
Segons les seves paraules, «És una història duríssima de venjança, amb nois i noies i un personatge molt diabòlic que m'està costant posar-me en la seva pell».
També ha declarat que aquesta pel·lícula és un «intens drama que a vegades s'inclina pel noir, a vegades per la ciència-ficció i altres pel terror». Al final del rodatge de La piel que habito, el director va declarar que les seves pel·lícules sempre han estat «difícils de classificar quant a gènere, perquè solc barrejar varis, i quan hi ha un que predomina no respecto totes les regles», va explicar el cineasta.
Encara que en diverses ocasions Pedro Almodóvar havia afirmat que comptava amb Penélope Cruz per a aquest projecte, finalment per problemes d'agenda amb Penélope va donar el paper a Elena Anaya, a qui acompanya Antonio Banderas, el qual encarna el paper d'un cirurgià sense escrúpols. Prèviament al rodatge Almodóvar va assegurar que retrataria una situació límit que afectava dos personatges i que seria una pel·lícula de terror, però sense crits ni esglais.
Segons la revista Variety aquest projecte és l'adaptació cinematogràfica de la novel·la Taràntula (de Thierry Jonquet) publicada el 1995 i, després d'anys escrivint diferents versions (tal com va passar amb La mala educación), Pedro Almodóvar finalment decidia rodar-la.
Tal com Pedro Almodóvar informava en la conferència de premsa del Festival de Cannes de 2011, on la pel·lícula es va presentar, l'única referència cinematogràfica clara i directa de La piel que habito la trobem a Els yeux sans visage.
El rodatge de la pel·lícula es va fer a un cigarral de Toledo i va incloure localitats gallegues com Santiago de Compostel·la o el Pazo de Oca (A Estrada).
La pel·lícula inclou al·lusions a l'art de Louise Bourgeois i els decorats inclouen un quadre de Guillermo Pérez Villalta (propietat del mateix Almodóvar), diversos collages de Juan Gatti i reproduccions a gran grandària de dues pintures de Tiziano: Venus d'Urbino i Venus i un organista. Jean-Paul Gaultier va col·laborar en labors de vestuari.
El 10 de gener de 2012 la pel·lícula va ser nominada per l'Acadèmia de les Arts i les Ciències Cinematogràfiques d'Espanya als Premis Goya dels quals va obtenir 4 premis dels 16 als quals estava nominada.

## Crítiques
Segons Blanco y Negro Cine, Almodóvar "combina en aquest nou lliurament dos elements essencials per a l'èxit d'una pel·lícula: un bon ritme i una història interessant i original". També pregona "una imatge i una banda sonora adequats al film" on "una estètica típica del realitzador, plena de colors, elegància i depuració, es barreja amb una edició excel·lent". Li atorga a la pel·lícula una nota de 3,5/5, recomanant-la enèrgicament.

## Premis
Premis BAFTA
| Categoria                             | Resultat   |
| ------------------------------------- | ---------- |
| Millor pel·lícula de parla no anglesa | Guanyadora |

XXVI edició dels Premis Goya
| Categoria                        | Persona                                    | Resultat   |
| -------------------------------- | ------------------------------------------ | ---------- |
| Millor pel·lícula                | Millor pel·lícula                          | Candidata  |
| Millor director                  | Pedro Almodóvar                            | Candidat   |
| Millor actriu protagonista       | Elena Anaya                                | Guanyadora |
| Millor actor protagonista        | Antonio Banderas                           | Candidat   |
| Millor actriu revelació          | Blanca Suárez                              | Candidata  |
| Millor actor revelació           | Jan Cornet                                 | Guanyador  |
| Millor guió adaptat              | Pedro Almodóvar                            | Candidato  |
| Millor música original           | Alberto Iglesias                           | Guanyador  |
| Millor fotografia                | José Luis Alcaine                          | Candidat   |
| Millor muntatge                  | José Salcedo                               | Candidat   |
| Millor direcció artística        | Antxón Gómez                               | Candidat   |
| Millor direcció de producció     | Toni Novella                               | Candidat   |
| Millor disseny de vestuari       | Paco Delgado                               | Candidat   |
| Millor maquillatge i perruqueria | Karmele Soler David Martí Manolo Carretero | Guanyadors |
| Millor so                        | Iván Marín Marc Orts Pelayo Gutiérrez      | Candidats  |
| Millor efectes especials         | Reyes Abades Eduardo Díaz                  | Candidats  |

Fotogramas de Plata 2011
| Categoria               | Persona          | Resultat   |
| ----------------------- | ---------------- | ---------- |
| Millor actriu de cinema | Elena Anaya      | Guanyadora |
| Millor actor de cinema  | Antonio Banderas | Candidat   |

XXI edició dels Premis de la Unión de Actores
| Categoria                              | Persona          | Resultat  |
| -------------------------------------- | ---------------- | --------- |
| Millor actriu protagonista de cinema   | Elena Anaya      | Candidata |
| Millor actor protagonista de cinema    | Antonio Banderas | Candidat  |
| Millor actriu de repartiment de cinema | Marisa Paredes   | Candidata |
| Millor actriu de repartiment de cinema | Susi Sánchez     | Candidata |
| Millor actor revelació                 | Jan Cornet       | Guanyador |

56a edició dels Premis Sant Jordi
| Categoria                                           | Resultat   |
| --------------------------------------------------- | ---------- |
| Rosa de Sant Jordi a la millor pel·lícula espanyola | Guanyadora |

Altres premis
- Le Prix de la Jeunesse 2011 al Festival Internacional de Cinema de Canes.
- Premi especial del públic a la millor pel·lícula en el Festival del Cinema i la Paraula (CiBRA)[14]
- Premi a la pel·lícula amb millor difusió internacional a l'Euro Film Festival de Marbella.